# Tim Tolman
Pour les articles homonymes, voir Tolman.
Timothy Lee Tolman dit Tim Tolman, né le 20 avril 1956 à Santa Monica (Californie) et mort le 3 juin 2021 à Tucson (Arizona), est un joueur américain de baseball évoluant dans la Ligue majeure de baseball de 1981 à 1987. Il est instructeur chez les Indians de Cleveland depuis le 16 novembre 2009.

## Carrière

### Joueur
Tim Tolman suit des études supérieures à l'Université de Californie du Sud où il porte les couleurs des USC Trojans. Il participe notamment à la belle saison 1978 des Trojans s'achevant par une victoire lors des College World Series.
Il est drafté le 6 juin 1978 par les Astros de Houston au 12e tour de sélection
. Après quatre saisons en Ligues mineures, il fait ses débuts en Ligue majeure le 9 septembre 1981.
Libéré de son contrat chez les Astros le 13 novembre 1985, il signe chez les Tigers de Détroit le 10 février 1986. Il joue son dernier match en Ligue majeure le 16 août 1987.

### Entraîneur
Tolman commence sa carrière de manager en Ligues mineures en 1991 à Burlington au sein de l'organisation des Astros. Il enchaîne les saisons comme manager de Ligues mineures jusqu'en 1996, toujours dans l'organisation des Astros.
De 1997 à 2002, il devient recruteur pour les Astros avant de rejoindre pour quatre saisons l'organiation des Indians de Cleveland où il occupe un poste de coordinateur en Ligues mineures.
Tolman est instructeur de 3e but chez les Nationals de Washington en 2007 et 2008 avant de retrouver un poste de coordinateur de Ligues mineures chez les Mariners de Seattle en 2009.
Il est nommé le 16 novembre 2009 au poste d'instructeur chargé du banc des Indians de Cleveland.

## Statistiques
En saison régulière
| Statistiques de frappeur |         |     |     |    |    |    |    |    |     |    |       |
| Saison                   | Équipe  | J   | AB  | R  | H  | 2B | 3B | HR | RBI | SB | BA    |
| 1981                     | Houston | 4   | 8   | 0  | 1  | 0  | 0  | 0  | 0   | 0  | 0,125 |
| 1982                     | Houston | 15  | 26  | 4  | 5  | 2  | 0  | 1  | 3   | 0  | 0,192 |
| 1983                     | Houston | 43  | 56  | 4  | 11 | 4  | 0  | 2  | 10  | 0  | 0,196 |
| 1984                     | Houston | 14  | 17  | 2  | 3  | 1  | 0  | 0  | 0   | 0  | 0,176 |
| 1985                     | Houston | 31  | 43  | 4  | 6  | 1  | 0  | 2  | 8   | 0  | 0,140 |
| 1986                     | Détroit | 16  | 34  | 4  | 6  | 1  | 0  | 0  | 2   | 1  | 0,176 |
| 1987                     | Détroit | 9   | 12  | 3  | 1  | 1  | 0  | 0  | 1   | 0  | 0,083 |
| Totaux                   | Totaux  | 132 | 196 | 21 | 33 | 10 | 0  | 5  | 24  | 1  | 0,168 |

Note: J = Matches joués; AB = Passages au bâton; R = Points; H = Coups sûrs; 2B = Doubles; 
3B = Triples; HR = Coup de circuit; RBI = Points produits; SB = buts volés; BA = Moyenne au bâton 